# Línea de alta velocidad

Líneas de alta velocidad en Europa

Una línea de alta velocidad (LAV) es una línea ferroviaria construida especialmente para permitir la circulación de trenes de alta velocidad, a velocidades superiores a 250 km/h para líneas de nueva construcción o 200 km/h para líneas reformadas.
La circulación a alta velocidad obliga a que la infraestructura tenga unas características especiales que le hacen distinguibles de las líneas convencionales. Aunque, al igual que con los diferentes tipos de líneas convencionales, estas son «flexibles» y pueden existir características diferentes dependiendo de la velocidad máxima comercial o los tipos de trenes que circulen por esas vías de «alta velocidad», entre otras.
La primera línea de este tipo fue puesta en servicio en Japón en 1964 (Shinkansen). En Europa, la primera línea de alta velocidad fue la Direttissima Florencia-Roma, puesta en servicio en Italia en 1977.

## Definiciones de alta velocidad

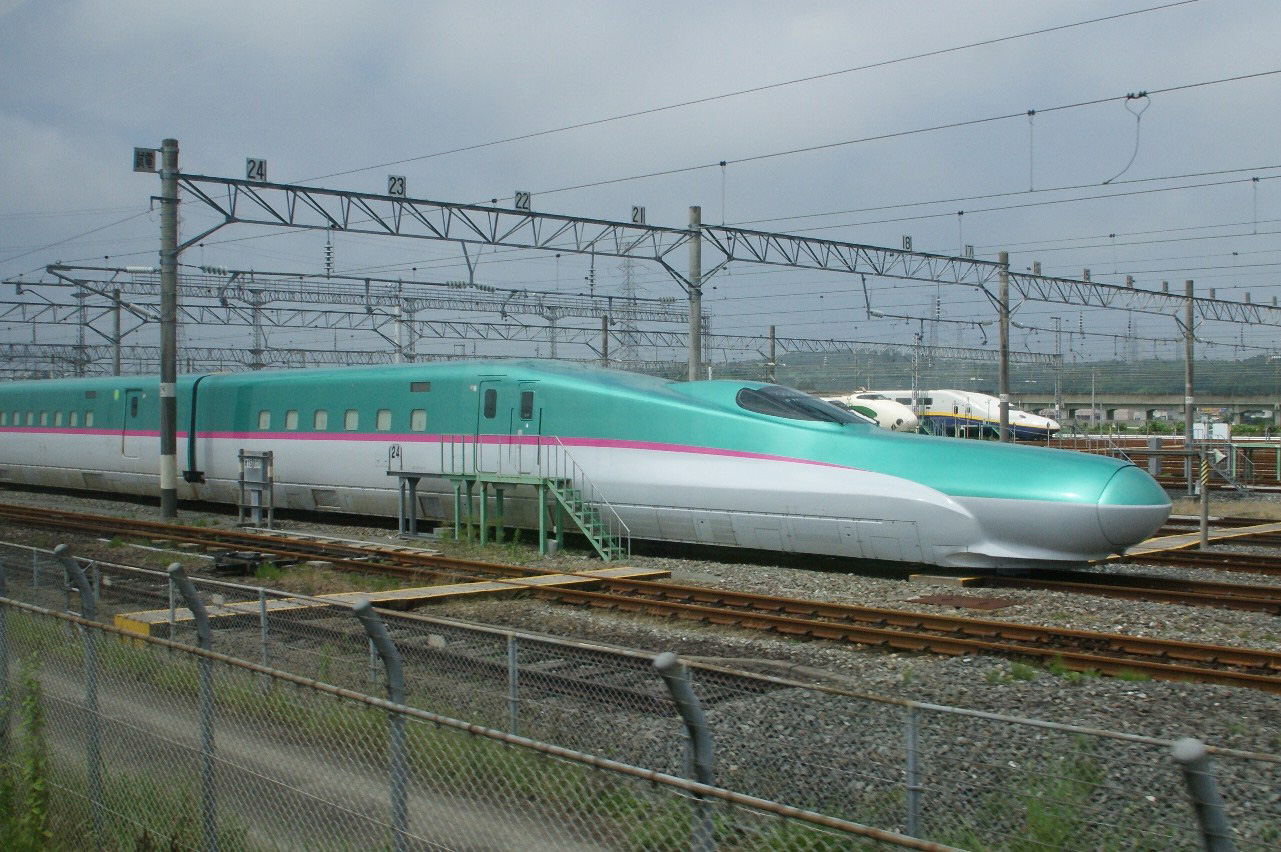
Shinkansen E5 de Japón

La propia UIC habla de «definiciones» y da un significado amplio y general; concretamente solo menciona velocidades superiores a 250 km/h para líneas de nueva construcción o 200 km/h para líneas reformadas. Según la definición española (Adif AV) y europea se considera alta velocidad siempre que se cumplan algunas de estas características:
Redes: el sistema ferroviario español que forma parte del sistema ferroviario transeuropeo de alta velocidad incluye: 
- Líneas especialmente construidas para la alta velocidad, equipadas para velocidades por lo general iguales o superiores a 250 km/h.
- Líneas especialmente acondicionadas para la alta velocidad equipadas para velocidades del orden de 200 km/h.
- Líneas especialmente acondicionadas para la alta velocidad, de carácter específico debido a dificultades topográficas, de relieve o de entorno urbano, cuya velocidad deberá ajustarse caso por caso. Esta categoría incluye también las líneas de interconexión entre las redes de alta velocidad y convencionales, los tramos de estación, el acceso a las terminales, almacenes, etc., que son recorridos a velocidad convencional por material rodante de «alta velocidad».

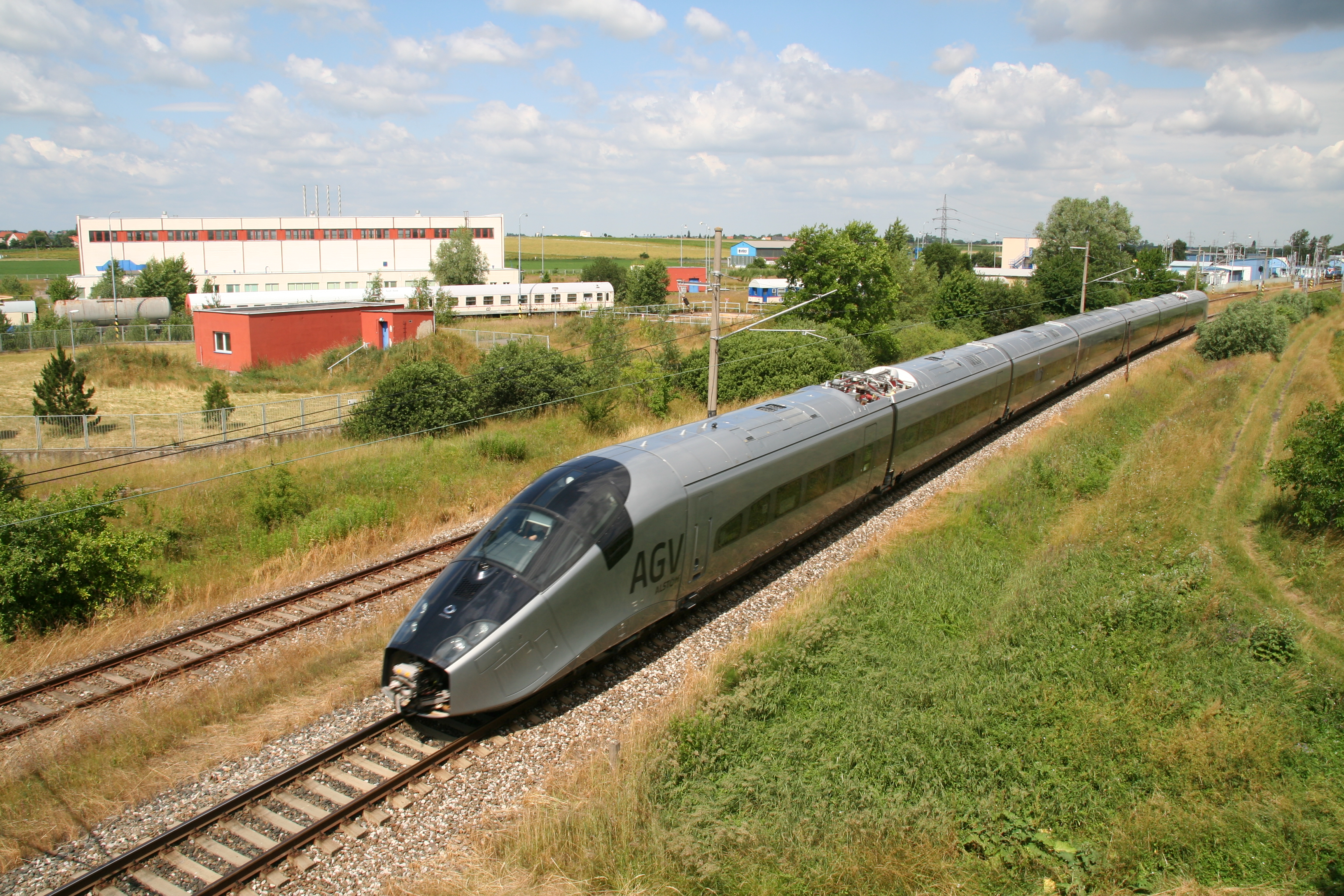
Francia: AGV

Vehículos: el sistema ferroviario español que forma parte del sistema ferroviario transeuropeo de alta velocidad engloba los vehículos concebidos para circular a:
- Velocidad de 250 km/h como mínimo en las líneas especialmente construidas para la alta velocidad, pudiéndose al mismo tiempo, en las circunstancias adecuadas, alcanzar velocidades superiores a los 300 km/h.
- Velocidad del orden de 200 km/h en las líneas anteriores, en caso de ser compatibles con las posibilidades de esas líneas.
- Vehículos concebidos para funcionar a una velocidad máxima inferior a 200 km/h que posiblemente vayan a circular por toda la red transeuropea de alta velocidad, o por una parte de esta, cuando sean compatibles con los niveles de rendimiento de dicha red, que deberán reunir los requisitos que garanticen un funcionamiento seguro en esa red.

Hay que tener en cuenta que dependiendo las diferentes características los requisitos técnicos son muy diferentes a pesar de que todos ellos se denominen «alta velocidad».

### Diferencias de criterio entre Adif y UIC

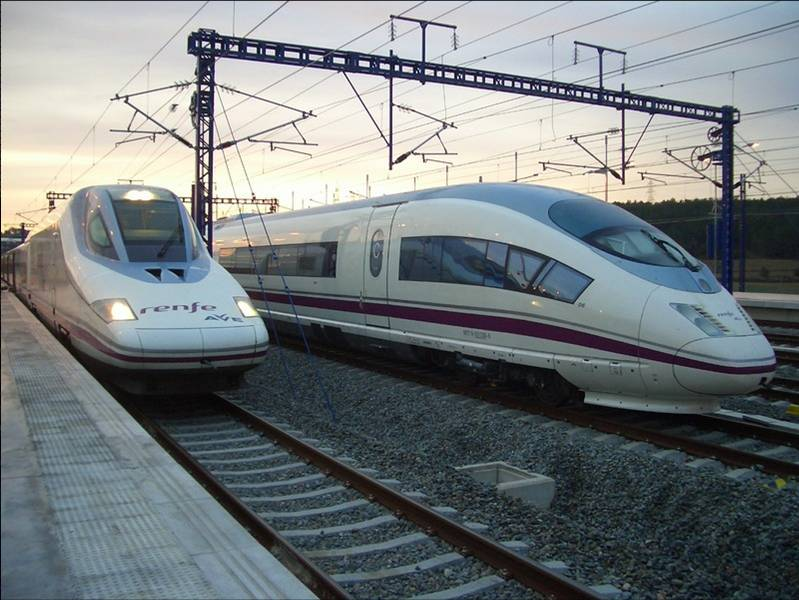
España: AVE

Así, al no haber ni definiciones ni características técnicas exactas, en España en 2020 la UIC considera de alta velocidad a las líneas o tramos Zaragoza-Huesca, Orense-Santiago y Sevilla-Cádiz mientras que Adif no lo hace; mientras que Adif sí considera el tramo Plasencia-Badajoz de alta velocidad mientras que la UIC no lo considera así. Por ello, la diferencia de 3330 km por parte de la UIC y 3402 km por parte de Adif.
Mientras que Adif y UIC sí consideran alta velocidad la Variante de Pajares, Y vasca, el tramo La Coruña-Vigo del Eje Atlántico y a la futura línea Madrid-Extremadura que no cumplen íntegramente los criterios de la UIC. Estos casos serían similares a ciertas excepciones, siendo lo más extremos cuando la UIC considera de alta velocidad al Corredor Noreste de Estados Unidos, donde comparte vía con trenes de cercanías y de mercancías, o a los Mini-Shinkansen, antiguas líneas de vía estrecha adaptadas al ancho estándar y donde la velocidad máxima es de 130 km/h.
Por ello, las características de las mismas pueden ser son muy heterogéneas, y en España van desde los 200 km/h de velocidad máxima del tramo Zaragoza-Huesca y Plasencia-Badajoz (aunque haya otras líneas o tramos «no AV» que superan esas velocidades), hasta los 310 km/h máximos de la Línea de alta velocidad Madrid-Zaragoza-Barcelona-Frontera francesa, por lo que la comparación con el resto de países resulta compleja al contar algunos países como España con muchos tramos y kilómetros con velocidades menores a 250 km/h que se consideran «alta velocidad» según los criterios de algunos organismos o administraciones (que bien podrían considerarse «altas prestaciones»).

## Características técnicas
La construcción de las líneas de alta velocidad se ha producido gracias a que se han desarrollado tecnologías que permiten circular a gran velocidad. Este tipo de tecnologías han evolucionado a lo largo de la historia de la alta velocidad ferroviaria, permitiendo pasar de los en torno a 250 km/h iniciales a los 300-350 km/h para los que se pueden construir las líneas actuales.

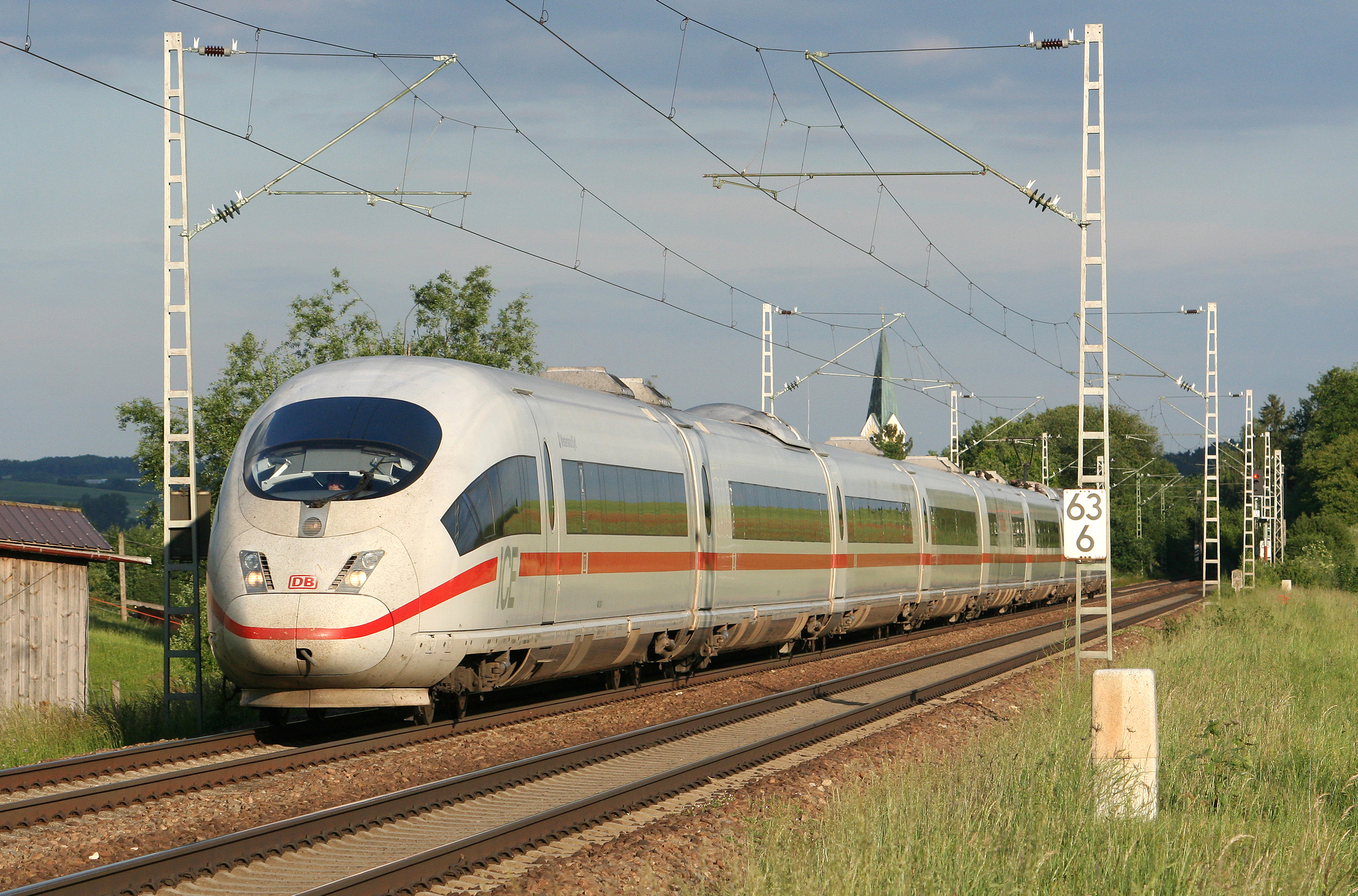
Alemania: ICE-3

### Vía
- El radio de las curvas debe ser grande, en función de las velocidades admitidas, varía desde los 2500 metros de la línea de Shinkansen Tōkaidō abierta en 1964 a 210 km/h a los 7500 metros de las líneas actuales. Algunos tramos, como es el caso de algunos de la LGV Est, alcanzan radios de 25 000 metros. En España varía entre los 4000 metros de la Madrid-Sevilla (con radio excepcional de 2300), hasta los 7.250 (con radio excepcional de 6500) en las de Barcelona, Málaga o Levante.

- Las pendientes pueden, en el caso de líneas dedicadas a pasajeros, ser notablemente más altas que en otro tipo de ferrocarriles. Esto se debe a que la inercia cinética de un tren que circula a alta velocidad y su enorme potencia le permiten ascender rampas muy pronunciadas, sin penalizar en exceso el consumo energético. Algunas líneas actuales son diseñadas con rampas de 35 milésimas (milímetros de ascenso por metro horizontal recorrido),[8] alcanzando la línea de alta velocidad Colonia-Fráncfort las 40 milésimas.[9] En España varía entre las 14 milésimas, como máximo, de la Madrid-Sevilla, y hasta las 30 de los tramos Nudo de Mollet-Barcelona, Villafranca del Panadés-Barcelona, Alicante-Albacete, Valencia-Requena y Cuenca-Torrejón de Velasco.[10] Esta característica facilita planificar el recorrido de las líneas y reduce el coste, al existir una gran libertad en el trazado del perfil.

- El ancho de vía no puede ser estrecho, la vía métrica no permite superar los 200 km/h en servicio comercial. Mientras que en los países que utilizan mayoritariamente vía ancha esto no supone mayor problema, en países como Japón o Taiwán esto ha obligado a que las líneas de alta velocidad fueran construidas con un ancho de vía diferente al del resto de sus ferrocarriles. En el caso de la península ibérica la diferencia de ancho entre las redes clásicas y de alta velocidad no se debe a la estabilidad, sino para su conexión con el resto de líneas europeas.

- Las vías deben disponer de características geométricas y mecánicas de gran calidad. Para las vías sobre balasto, el grosor de balasto ha de ser adaptado y se han de utilizar traviesas de hormigón. Los raíles han de ser más fuertes, siendo normalmente carriles largos, de soldadura continua y a partir de 60 kg/m. En algunos países (China, Japón, Taiwán) es habitual el uso de vía en placa.

- La distancia entre ejes de vías se aumenta (4,2 a 4,5 metros) para evitar el efecto de la succión en los cruces.

- Todo el recorrido debe estar vallado para evitar el paso de animales o personas. El trazado no puede tener pasos a nivel, siendo todos los cruces por encima o por debajo de la línea. Existen sensores que detienen a los trenes si caen objetos sobre las vías. Algunas líneas incluyen sensores de viento lateral o hielo, que advierten a los trenes del peligro.

### Túneles y viaductos
Los túneles y viaductos han de ser calculados al efecto, al ser mayores las cargas dinámicas.
Los túneles precisan de una mayor sección, en especial a la entrada, para evitar los cambios bruscos de presión al entrar y salir.

### Señalización
Las líneas de alta velocidad disponen de señalización en cabina, que transmite los datos de tierra al tren, debido a la imposibilidad de que a alta velocidad los maquinistas puedan visualizar adecuadamente las señales laterales. Algunos de los sistemas de visualización usuales son el TVM o el LZB. En Europa se tiende a un sistema único para todas las líneas, el ERMTS, de modo que todas las líneas sean compatibles entre sí. Entre la información mostrada en cabina se incluye la velocidad máxima, la presencia de secciones neutras o el estado de la señalización ferroviaria.

### Tipo de tráfico
Las líneas de alta velocidad se dedican generalmente al tráfico exclusivo de pasajeros. El tráfico conjunto de mercancías y viajeros (líneas de tráfico mixto) conlleva algunos problemas. La capacidad de la línea se reduce notablemente cuando circulan trenes de velocidades diferentes. El cruce de los trenes de alta velocidad y mercancías es arriesgado debido a la posibilidad de que la succión desestabilice la carga por lo que se establecen limitaciones de velocidad. Normalmente los trenes de mercancías y pasajeros circulan a horas diferentes, aunque esto se ve limitado debido a que las líneas de alta velocidad se cierran de noche para permitir los trabajos de mantenimiento. Las fuertes rampas limitan mucho la masa remolcable de los trenes de mercancías, pero evitar esas rampas encarece a las líneas mixtas respecto de las exclusivas de viajeros.

### Alimentación eléctrica
- Las líneas de alta velocidad son todas electrificadas. Aparte de los problemas de transportar el combustible necesario, la tracción térmica no permite alcanzar las potencias necesarias para un tren regular de alta velocidad. Salvo en el caso de la Direttissima, la tensión es elevada y de corriente alterna: 15 kV 16,7 Hz en Alemania, Austria y Suiza y 25 kV 50 o 60 Hz en el resto.

- La catenaria está más tensa que en las líneas clásicas, para que la velocidad de propagación de la onda mecánica (ondulación del hilo de contacto de la catenaria provocada por el contacto del pantógrafo) sea superior a la del tren. Si el tren circula a mayor velocidad que la onda, la deformación se acumularía en el pantógrafo o en los postes, un fenómeno que provocaría la ruptura de la catenaria. En una catenaria normal las ondas circulan a unos 350 km/h. Esta es una de las razones por las que los récords de velocidad se realizan en líneas nuevas, donde al sobretensar la catenaria hay menor riesgo de rotura debido a la menor fatiga. Durante el actual récord de velocidad de 574,8 km/h realizado en Francia el 3 de abril de 2007, la onda mecánica circuló a 620 km/h.

## Costes

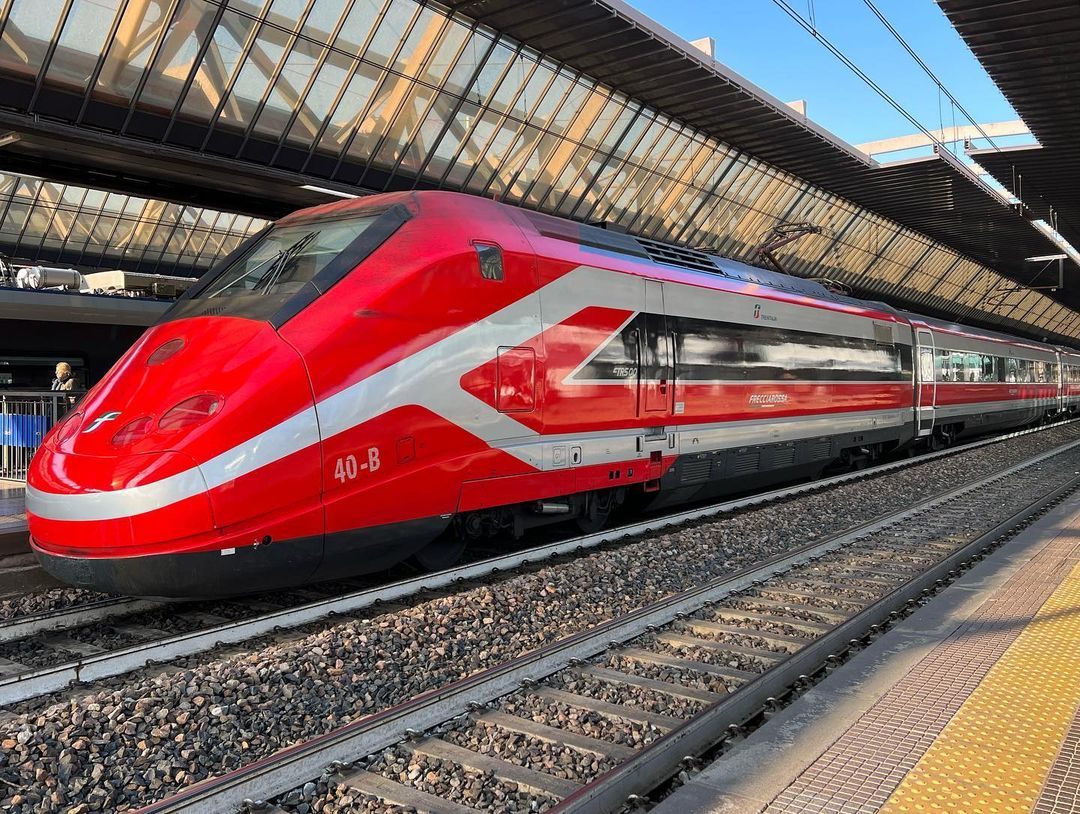
Italia: ETR 500

El precio por kilómetro depende de diversos parámetros:
- El relieve de las zonas a atravesar
- Túneles y viaductos a construir, e infraestructuras con las que cruza a reponer
- Tipo de línea (mixta/viajeros)
- Inserción en el paisaje y cumplimiento de las leyes locales en materia de medio ambiente

Comenzando en 2007, se estima el coste medio de un kilómetro de 17,5 millones de euros (España de 7,8 a 20 mills. €/km, Francia de 4,7 a 23 mills. €/km), para una afección de 40 metros y una plataforma de 14 metros de ancho. Mientras que el coste de construcción de una autovía de 2 carriles por sentido es muy variable y se encuentra entre 9,22 mills. €/km y 15 mills. €/km. En recorridos donde el relieve es muy accidentado el coste podría ser superior. También interviene la densidad de la construcción, que obliga al soterramiento de grandes tramos de la línea (caso de Gran Bretaña).
La señalización y las telecomunicaciones suman un coste que oscila entre 1,1 hasta 3,3 mills. €/km construido, mientras que, por regla general, la plataforma supone dos tercios del coste total de la inversión; Aunque esta es mucho más cara que la situada encima del balasto, su mantenimiento es mucho menor durante su vida útil, el coste de mantenimiento anual del AVE, si la vía va montada sobre balasto, es de 100 000 €/km (en 2014) por lo que su mantenimiento representa un coste de 300 millones anuales.

## Capacidad

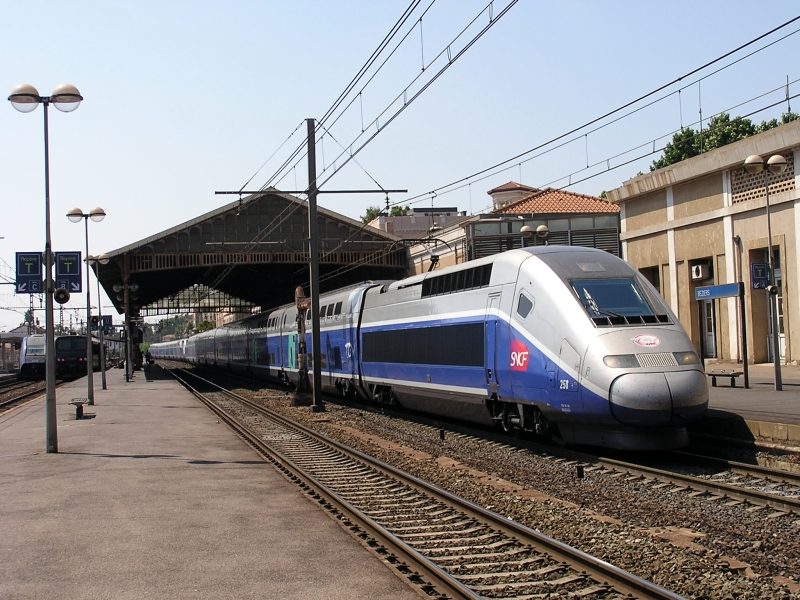
TGV Duplex

La gran inversión que requieren las líneas de alta velocidad acaba siendo rentable si el número de pasajeros es suficiente. RFF afirma que una línea de alta velocidad a su máximo potencial tiene la misma capacidad que una autovía de 5 carriles por sentido. La capacidad de la línea depende del número de trenes que puedan circular y de la cantidad de pasajeros que puede transportar cada tren.
El gobierno francés calculó en 2002 que la capacidad teórica máxima de su LGV Sud-Est es de más de 300 000 pasajeros diarios. En Japón, la línea Shinkansen Tōkaidō transportó 413 000 pasajeros al día en 2007.
Se han proyectado en algunas zonas, como al norte de París, la construcción de líneas paralelas a otras debido a la saturación de las líneas de alta velocidad.

### Por infraestructura
El número de surcos depende de la cadencia máxima que admite la línea y de la amplitud de su horario.
Muchas líneas actuales con LZB o ETCS 1 admiten 12 trenes por sentido cada hora circulando a 300 km/h. La adopción del ETCS 2 amplia la capacidad a 16 trenes a la hora. Cuando funcione el ETCS 3 con sus cantones móviles aumentará la capacidad de la línea a 19 surcos a la hora. La concentración de los pasajeros a ciertas horas punta (primera hora de la mañana, tarde, festivos…) hace que se gane capacidad con un sistema de tarifas dinámico, que beneficie con menores tarifas a quienes usen los trenes a las horas de menor demanda.

### Por los trenes
Los trenes como el Talgo AVRIL G3 permiten transportar a 590 viajeros, otros trenes como el TGV Duplex a entre 509 y 634. El mayor gálibo de China y Japón permiten trenes de alta velocidad con cinco y hasta seis asientos por fila (el E1 japonés que, además, tenía dos pisos, lo que le permitía transportar a 1.229 pasajeros). El tren con mayor capacidad es el N700 japonés, con 1.323 plazas en sus 16 coches.
En Europa los trenes de alta velocidad tienen una longitud de 200 metros (hasta 405 en Japón), permitiendo que se utilicen composiciones dobles mediante andenes de 400 metros. Se ha rechazado la construcción de andenes de más de 400 metros, debido al coste y a la incomodidad para los pasajeros.

## Líneas de alta velocidad por país
La siguiente tabla muestra las líneas de nueva construcción que operan a velocidades de al menos 250 km/h, en servicio y en construcción, ordenadas por país, según la UIC. Las líneas en proyecto, con plazos de realización variables y construcción no garantizada, no se han incluido.
| País           | En servicio (km) | En construcción (km) | Total país (km) |
| -------------- | ---------------- | -------------------- | --------------- |
| China          | 38 283           | 14 925               | 53 208          |
| España         | 3297             | 1293                 | 4590            |
| Japón          | 3041             | 402                  | 3443            |
| Francia        | 2734             | 0                    | 2734            |
| Alemania       | 1571             | 147                  | 1718            |
| Finlandia      | 1120             | 0                    | 1120            |
| Italia         | 921              | 327                  | 1248            |
| Corea del Sur  | 893              | 0                    | 893             |
| Estados Unidos | 765              | 763                  | 1498            |
| Turquía        | 594              | 1692                 | 2246            |
| Arabia Saudita | 449              | 0                    | 449             |
| Taiwán         | 354              | 0                    | 354             |
| Austria        | 254              | 281                  | 535             |
| Polonia        | 224              | 0                    | 224             |
| Bélgica        | 209              | 0                    | 209             |
| Marruecos      | 200              | 200                  | 400             |
| Suiza          | 144              | 15                   | 159             |
| Reino Unido    | 113              | 230                  | 343             |
| Países Bajos   | 90               | 0                    | 90              |
| Dinamarca      | 60               | 0                    | 60              |

Densidad de la red de alta velocidad en Europa (velocidad igual o superior a). En km por millón de habitantes (datos 2010).

Densidad de líneas de alta velocidad en el Este asiático (velocidad ≥. En km por millón de habitantes (datos 2010).

1. ↑  La tabla original ha sido editada para eliminar algunas contradicciones internas y para actualizarla (Ver la página de discusión de este artículo.)